# Ludwig von 88
Ludwig von 88 (parfois abrégé en LV88) est un groupe de punk rock et rock français. Affiliés à la scène du rock alternatif français, ils étaient très populaires dans les années 1980 et 1990,.
Le groupe est actif entre 1983 et 2001, puis revient à la scène en 2016 avant de publier un nouvel album en 2019, après 17 ans de pause.

## Biographie

### Débuts (1983–1987)
Ludwig Von 88 est formé en 1983 par Laurent Manet et l'ex-membre des Béruriers, Olivier « Olaf » Felingstone, respectivement bassiste et guitariste. Bientôt, ils sont rejoints par Fabrice Barthelon au chant et Laurent Portes en seconde guitare. Le groupe se produit principalement à Pali-Kao et dans les squats de Paris, ou encore à la célèbre « Usine » de Montreuil, en Seine-Saint-Denis, lieu fétiche de la scène alternative tenu par des autonomes et activistes de la scène musicale underground.
En 1984, arrivent Karim Berrouka au chant et Bruno Garcia (futur Sergent Garcia) à la guitare, en remplacement de Laurent Portes. Le groupe se produit avec deux chanteurs, deux guitaristes et un bassiste, mais sans batteur. Comme de nombreux groupes de l'époque (Métal Urbain, Bérurier Noir), Ludwig von 88 utilise une boîte à rythmes. Olaf décide de quitter le groupe et la formation se stabilise désormais autour de Karim et Fabrice au chant, Bruno à la guitare et Laurent à la basse. Jean-Michel « Jean-Mi » Rossignol qui officie aussi dans Bérurier Noir, s'occupe des machines (boîtes à rythmes). Ludwig von 88 se caractérise par ses chansons mêlant à la fois humour potache, textes corrosifs et cyniques sur la société et esprit enfantin. Contrairement à Bérurier noir, Ludwig von 88 joue la carte de l'humour et de la dérision. Leurs prestations scéniques sont résolument festives et théâtralisées, avec déguisements et reprises de chansons loufoques.

### Albums et séparation (1986–1999)
En 1986, LV88 publie son premier album, Houla la !, suivi en 1987 par Houlala II "la mission". D'après Karim Berrouka, les deux disques ont été enregistrés dans une totale liberté, dans un esprit de délire, de provocation et d'exploration. Le groupe aborde avec humour et ironie des sujets comme la guerre (Libanais raides), la drogue (Le Manège enchanté, Kaliman…) et se moque de certains travers (Louison Bobet for Ever), des hippies (Nous sommes des babas) ou même des punks (Les Iroquois à cheveux verts). Ils poussent l'humour jusqu'à enregistrer un titre appelé Le Chant des carpes… où l'on entend 2 minutes 21 de silence.
En 1988, Fabrice Barthelon et Laurent  Manet quittent le groupe. François Gondry (Gondrax) reprend la place de bassiste jusqu'en 1990, et participe aux EP 45-tours Sprint, LSD for Ethiopia et New Orleans. Charlu Ombre, du groupe Nuclear Device, le remplace à son tour en 1990, lorsqu'il rejoint Raymonde et les Blanc-becs, puis crée ensuite Le Goéland, une entreprise de vente par correspondance de t-shirts à slogan qui égaieront pendant de nombreuses années les salles de concert et autres festivals. Dans les années 2010, les fils de François Gondry, Pierre et Jules, se lancent dans le rap et les clips sous les noms respectivement de Biffty et Julius.
Entre 1990 et 1999, le groupe suit un rythme de production quasiment annuel. En 1999, le groupe se produit sur scène pour la dernière fois et, bien qu'il n'annonce pas officiellement sa séparation, se met en pause prolongée. En 2001, Ludwig von 88 sort néanmoins un album : La révolution n'est pas un dîner de gala. Selon Karim Berrouka, le fait que le guitariste Bruno Garcia officie désormais dans Sergent Garcia, que Charlu déménage à Avignon et le manque de motivation qui en résulte, font que le groupe arrête de jouer en 1999.
Depuis, Jean-Mi (Junior Cony) s'est lancé dans le dub. On le retrouve également derrière les machines de Bérurier noir. Karim Berrouka écrit des romans fantastiques et de fantasy. Charlu quitte la basse et lance le projet Kiladikilé,.

### Retour (depuis 2016)
Le groupe se reforme en 2016, avec une première date le 18 juin au Hellfest, et part en tournée pour une série de concerts sous le titre de Derniers concerts avant l'apocalypse.
Ludwig von 88 sort 20 chansons optimistes pour en finir avec le futur, son premier album depuis près de vingt ans, le 18 octobre 2019.
Pour célébrer ses 40 ans d'existence, le groupe publie un titre inédit chaque semaine en streaming durant toute l'année 2023. 4 albums vinyles seront publiés chaque saison regroupant chacun 13 chansons publiées + une chanson exclusive. Un coffret regroupant les 4 albums sort en 2024, en format vinyle et en format CD.
Le 4 avril 2025, la compilation Les Quatre Saisons : Les Bonus est publiée en format digital. Elle regroupe les 4 titres exclusifs aux formats physiques du quadruple album, 3 autres enregistrements inédits et 2 remix.

## Signification du nom
Le 88 a plusieurs interprétations. Ludwig von 88 aurait introduit « 88 » dans le nom de son groupe ironiquement pour faire grincer les dents des néonazis[réf. nécessaire] (la lettre H étant la huitième de l'alphabet, le nombre 88 est souvent utilisé par des mouvements néonazis pour symboliser le Heil Hitler, HH, 88 ou SS car S est la 8e lettre en partant de la fin de l'alphabet — l'un des groupes de rock français néonazis les plus connus à l'époque s'appelait d'ailleurs Légion 88). Dans l'album hommage Mort aux Ludwig Von 88, Tristan-Edern Vaquette fait référence à cette explication, en introduction du morceau Nous. Selon une interview de Karim, ce serait un pastiche du 77, nombre fétiche du mouvement punk, désignant l'année 1977 à partir de laquelle le punk a commencé à se répandre.
Le nom pourrait également être une référence parodique au groupe néonazi Légion 88[réf. nécessaire].
Selon une autre interview, de Nobru cette fois, il ferait référence au nombre de constellations recensées dans le ciel terrestre, entre autres. Le « Ludwig Von » est une référence (fréquente dans le mouvement punk) au film culte Orange mécanique, et à la passion d'Alex pour Ludwig van Beethoven.
Dans un documentaire de 2016, un membre indique qu'il s'agit d'une référence à la tante d'un des membres du groupe nommée Yvonne et surnommée « von », fan de Beethoven et morte à 88 ans.

## Membres
- Karim Berrouka : chant
- Bruno Garcia : guitare
- Charlu Ombre : basse (ancien bassiste de Nuclear Device)
- Jean-Mi : programmation, boîte à rythmes

### Anciens membres
- Olivier « Olaf » Felingstone : guitare
- Laurent Portes : guitare
- Laurent Manet : basse (frère du journaliste et écrivain Jean-Luc Manet[16])
- Fabrice Barthelon : chant
- François Gondry : basse (futur bassiste de Raymonde et les Blancs-becs et frère du réalisateur Michel Gondry)

## Discographie

### Albums
- 1986 : Houla la !
- 1987 : Houlala 2 : La Mission
- 1990 : Ce jour heureux est plein d'allégresse
- 1992 : Tout pour le trash
- 1994 : 17 plombs pour péter les tubes
- 1995 : Hiroshima (50 ans d'inconscience)
- 1996 : Prophètes et Nains de jardin
- 1998 : Houlala III "l'heureux tour" (album live)
- 2001 : La révolution n'est pas un dîner de gala
- 2019 : 20 chansons optimistes pour en finir avec le futur
- 2023 : Les 4 Saisons (sous-titré Quarante ans de punk approximatif), quadruple album comprenant :
  - L'Hiver des crêtes (Saison 1)
  - Le Printemps du pogo (Saison 2)
  - L'Été du no future (Saison 3)
  - L'Automne de l'anarchie (Saison 4)

### Singles et EP
- 1985 : Live ? (mars 1985)
- 1987 : Les Trois P'tits Keupons
- 1987 : Louison Bobet for Ever
- 1988 : Guerrier Balubas
- 1988 : Sprint (alias SEOUL 88, EP 45 tours de huit titres)
- 1990 : L.S.D. for Éthiopie (We are the World)
- 1991 : New Orleans
- 1993 : In the ghettos
- 1993 : Tamerantong
- 1997 : La Sacrée Grole
- 1997 : Ludwig von 88 "live"
- 1998 : St-Valentin (1998)
- 2001 : Zorro El Zapato (2001)
- 2016 : Thorfin le pourfendeur (2016)
- 2019 : En avant dans le mur (2019)
- 2019 : Disco Pogo Nights (2019)

### Splits
- 1986 : Flower Punks, Flower Skins (split EP avec Les P.P.I., 1986)
- 1989 : Sardellen Filet (split EP avec Die Mimmi's)
- 1998 : René Binamé + Ludwig von 88 (1998, split-CD avec René Binamé, 3 titres de Ludwig von 88)

### Compilations
- 1988 : Nos amis les bêtes
- 2004 : De l'âge du trash à l'âge du zen
- 2004 : De l'âge de la crête à l'âge du bonze
- 2025 : Les quatre saisons : Les Bonus

### Album hommage
- 2007 : Mort aux Ludwig von 88